# 8877 Rentaro
8877 Rentaro (1993 BK2) là một tiểu hành tinh vành đai chính được phát hiện ngày 19 tháng 1 năm 1993 bởi T. Seki ở Geisei.